# Rivas
Rivas är en kommun (municipio) i Nicaragua med 50 684 invånare (2012). Den ligger i den södra delen av landet i departementet Rivas. Rivas är centrum för den bördiga jordbruksbygden längs den västra stranden av Nicaraguasjön.

## Geografi
Rivas gränsar till kommunerna Belén, Potosí och Buenos Aires i norr, San Jorge och Nicaraguasjön i öster,  Cárdenas  och San Juan del Sur i söder, samt till Tola i väster. Kommunens störta ort är centralorten Rivas med 26 985 invånare (2005). Den största orten i den södra halvan av kommunen är La Virgen med 1 216 invånare (2005).

## Historia
Rivas grundades år 1736 som en villa men det formella namnet Villa de la Purísima Concepción de Rivas de Nicaragua. Detta skedde trots protester från grannstaden Granada. Befolkningen ökade genom inflyttning från Granada och andra platser inne i landet. Rivas var under 1700-talet centrum för de haciendor som producerade kakao, indigo och tobak på den bördiga jorden mellan Stilla havet och Nicaraguasjön. Rivas elit hade också haciendor med boskap i Nicoya provinsen.
Rivas fick stadsrättigheter 1835 då den upphöjdes från rangen av villa till ciudad.

## Kända personer från Rivas
- Evaristo Carazo (1821-1889), militär och politiker, Nicaraguas president 1887-1889[9]
- Enrique Gottel (1831-1875), journalist, kompositör, historiker[10]
- Enmanuel Mongalo y Rubio (1834-1872), lärare och soldat, nationalhjälte [11]
- Adán Cárdenas (1836-1916), läkare ock politiker, Nicaraguas president 1883-1887[12]
- Evaristo Carazo (1839-1912), Costa Ricas president 1881-1882[9]
- Violeta Barrios de Chamorro (1929-), förläggare och politiker, Nicaraguas president 1990-1997
- Alfredo Gómez Urcuyo (1942-), politiker, Nicaraguas vicepresident 2005-2007[13]
- Mercedes Tenorio (1956-), sjuksköterska, fackföreningsledare, politiker[14]
- Tony Meléndez (1962-), gitarist[15]
- Erasmo Ramírez (1990-), basebollspelare[16]